# Joan de Valois
Joan de Valois o de Chartres fou fill de Carles I de Valois i de Caterina I de Courtenay, emperadriu de Constantinoble, que fou la seva segona esposa amb la qual es va casar el gener de l'any 1302. Abans de final d'any va néixer el primer fill, dit Joan de Valois o Joan de Chartres, ja que va rebre el títol de comte de Chartres.
Joan va morir jove amb 6 o 8 anys segons les fonts (1308 o 1310) i el títol de comte de Chartres va retornar al pare.